# Ері (Колорадо)
Ері (англ. Erie) — місто (англ. town) в США, в округах Боулдер і Велд штату Колорадо. Населення — 30 038 осіб (2020).

## Географія
Ері розташоване за координатами 40°2′21″ пн. ш. 105°2′28″ зх. д. / 40.03917° пн. ш. 105.04111° зх. д. (40.039068, -105.041045).  За даними Бюро перепису населення США в 2010 році місто мало площу 44,82 км², з яких 44,49 км² — суходіл та 0,33 км² — водойми. В 2017 році площа становила 50,22 км², з яких 49,96 км² — суходіл та 0,26 км² — водойми.

## Демографія
Згідно з переписом 2010 року, у місті мешкало 18 135 осіб у 6301 домогосподарстві у складі 5052 родин. Густота населення становила 405 осіб/км².  Було 6581 помешкання (147/км²).
Расовий склад населення:
| - 89,2 % — білих - 4,2 % — азіатів - 0,7 % — чорних або афроамериканців - 0,4 % — корінних американців - 2,6 % — осіб інших рас |

До двох чи більше рас належало 2,9 %. Частка іспаномовних становила 8,8 % від усіх жителів.
За віковим діапазоном населення розподілялося таким чином: 31,1 % — особи молодші 18 років, 63,2 % — особи у віці 18—64 років, 5,7 % — особи у віці 65 років та старші. Медіана віку мешканця становила 35,8 року. На 100 осіб жіночої статі у місті припадало 98,5 чоловіків;  на 100 жінок у віці від 18 років та старших — 96,4 чоловіків також старших 18 років.
Середній дохід на одне домашнє господарство  становив 123 979 доларів США (медіана — 111 745), а середній дохід на одну сім'ю — 133 006 доларів (медіана — 117 732). Медіана доходів становила 85 278 доларів для чоловіків та 60 142 долари для жінок. За межею бідності перебувало 2,4 % осіб, у тому числі 2,0 % дітей у віці до 18 років та 3,8 % осіб у віці 65 років та старших.
Цивільне працевлаштоване населення становило 10 847 осіб. Основні галузі зайнятості: освіта, охорона здоров'я та соціальна допомога — 24,0 %, науковці, спеціалісти, менеджери — 16,2 %, виробництво — 12,5 %.